# Едді Словік
Е́двард До́нальд Сло́вік (англ. Edward Donald «Eddie» Slovik; *18 лютого 1920 — †31 січня 1945) — американський солдат часів Другої світової війни, єдиний військовий США з часів громадянської війни, страчений за дезертирство.
Під час Першої та Другої світових воєн у дезертирстві було звинувачено більш як двадцять одна тисяча солдат США, сорок дев'ять з них було засуджено до смертної кари, однак страчено було лише рядового Словіка. Демонстративна відмова Словіка служити й ризикувати власним життям та страта за це набула розголосу в США й була відображена у кількох фільмах та романах.

## Біографія

### Ранні роки життя
Едді Словік народився в польсько-американський родині в місті Детройт, штат Мічиган. Ще підлітком його кілька разів арештовували за дрібні правопорушення; вперше, коли йому було ще дванадцять. Протягом кількох років, між 1932 і 1937, його арештовували за скоєння кількох крадіжок та пограбувань. У жовтні 1937 року його було засуджено до тюремного ув'язнення, але достроково звільнено у вересні 1938. Після чергової крадіжки й аварії автомобіля з двома друзями у стані сп'яніння Словіка знову запроторили до в'язниці в січні 1939 року.
У квітні 1942 Словіка знову звільнили достроково і він нарешті знайшов роботу у місцевій водопровідній компанії в місті Діарборн, Мічиган. Там він зустрів Антуанету Вісневську, з якою одружився 7 листопада 1942 року. Молоде подружжя мешкало з батьками Антуанетти. Кримінальне минуле Словіка призвело до того, що спочатку він був класифікований як непридатний для військової служби (так званий клас «4-F»), але незабаром після першої річниці одруження його класифікацію переглянули й змінили на клас «1-A», як придатного до військової служби. Таким чином Еді був мобілізований до армії США.
24 січня 1944 Едді Словіка було відряджено до бази Волтерс в Техасі для військової служби. У серпні його разом з іншими відіслали до діючої армії у Франції. До Європи Словік прибув 20 серпня, його прикріпили до роти «G» 109-го піхотного полку Армії США.

### Дезертирство
По дорозі до місця служби під час артилерійського обстрілу Словік та його товариш, рядовий Джон Танкі, ховалися на місцевості й відстали від свого підрозділу. Вранці вони натрапили на підрозділ канадської військової поліції, з яким залишилися наступні шість тижнів. Танкі написав до їхнього полку й пояснив причину їх відсутності перед поверненням до підрозділу 7 жовтня. Ніяких звинувачень проти обох солдат не було висунуто.
Наступного дня, 8 жовтня 1944 року, Едді Словік доповів командирові свого підрозділу, капітанові Ральфу Ґротте, що він «дуже боявся» служити у піхотному підрозділі і попросив перевести його до тилової служби. Едді також повідомив, що втече, якщо його знову призначать до піхотного підрозділу, і питав, чи це буде вважатися дезертирством. Капітан Ґротте підтвердив, що він буде звинувачений у дезертирстві, відмовив у проханні про переведення і відправив Едді назад до піхотного взводу.
9 жовтня рядовий Словік здався військовій поліції і зробив заяву, що «втече», якщо його знову відправлять на фронт. Під час допиту підполковником Росом Генбестом йому було запропоновано розірвати заяву й таким чином уникнути звинувачень. Від цієї пропозиції Словік відмовився й написав ще одного листа, у якому зазначав, що розумів свої дії й усвідомлював наслідки такого кроку.
Таким чином, Словіка було арештовано й запроторено до дивізійної військової тюрми. Дивізійний суддя, підполковник Генрі Саммер, знову запропонував Словікові можливість повернутися до свого підрозділу — у такому випадку звинувачення проти нього були б знято. Він також запропонував йому перейти до іншого піхотного полку. Словік відхилив ці пропозиції, заявивши: «Я вже все вирішив. Відправляйте мене до військово-польового суду».

### Військовий трибунал
Очікувалося, що 28-ма дивізія мала розпочинати наступ і зазнати великих втрат. Це призвело до того, що деякі солдати воліли сидіти у військовій в'язниці, ніж загинути в бою, і за таких обставин кількість дезертирств та інших злочинів в армії США значно зростала.
Едді Словіка було звинувачено в дезертирстві, у намаганні уникати ризику військової служби і відправлено до військового трибуналу 11 листопада 1944 року. Під час розгляду справи військовий прокурор, капітан Джон Ґрін, представив свідків, яким Словік зізнався у своєму намірі «втекти». Через адвоката захисту, капітана Едварда Вудза, Словік заявив, що відмовляється від свідчень на свій захист. Рішенням дев'яти членів суду Словіка було визнано винним й засуджено до смертної кари. Вирок суду розглядався й щоразу схвалювався дивізійними командирами різних інстанцій.
9 грудня 1944 року Словік написав листа Верховному головнокомандувачеві союзних військ генералу Двайту Ейзенхауеру з проханням про помилування. На той час дезертирство в армії США ставало дедалі більшою проблемою й Ейзенхауер відмовив у помилуванні, підтвердив вирок суду й призначену дату виконання вироку — 23 грудня 1944 року.
Едді Словіка було розстріляно 31 січня 1945 року о 10:04 ранку біля французького села Сант-Марі-о-Мін. На той час йому було двадцять чотири роки.
Словіка поховали разом з іншими американськими солдатами, страченими за різні злочини, такі як убивство й зґвалтування. На їх чорних надгробках проставили номери замість імен, щоб встановити ім'я похованого було неможливо. 1987 року, через сорок два роки після страти, тіло Словіка було перепоховане у Детройті, поруч із могилою його дружини Антуанетти, яка померла 1979. Його дружина та інші неодноразово подавали прохання про реабілітацію Едді Словіка, але їм щоразу відмовляли.

### Словік у культурі
Демонстративна відмова Словіка жертвувати власним життям стала гучною справою у США і знайшла своє втілення 1954 року в романі американського письменника Вільяма Бредфорда Гуї. На основі цієї книги 1974 року було знято кінофільм Страта рядового Словіка (англ. The Execution of Private Slovik), де в головній ролі знявся Мартін Шин.
Розстріл Словіка також зображений у фільмі Переможці (англ. The Victors). Ця справа була згадана у декількох інших американських романах та п'єсах.